# Thunderstruck (Lied)
Thunderstruck ist ein Lied der australischen Rockband AC/DC. Es wurde im September 1990 als erste Single aus ihrem Album The Razors Edge unter anderem in Deutschland, Australien und Japan veröffentlicht.

## Entstehung
Angus Young sagte später zur Entstehung von Thunderstruck:
“It started off from a little trick that I had on guitar... I played it to Mal and he said, ‘Oh I’ve got a good rhythm idea that will sit well in the back.’ We built the song up from that. We fiddled about with it for a few months before everything fell into place.”
„Es begann mit einem kleinen Trick, den ich auf der Gitarre spielte... Ich spielte ihn Mal (Malcolm Young) vor, und er sagte: ‚Oh, ich habe eine gute Rhythmus-Idee, die gut als Hintergrund passen würde.‘ Wir bauten den Song darauf auf. Wir bastelten ein paar Monate daran herum, bis alles passte.“
Zum Titel und Text ergänzte Angus Young:
“It was really just a case of finding a good title, something along the lines of ‘Powerage’ or ‘Highway To Hell’. We came up with this thunder thing and it seemed to have a good ring to it. AC/DC = Power. That’s the basic idea.”
„Es ging wirklich nur darum, einen guten Titel zu finden, irgendetwas wie von Powerage oder Highway to Hell. Uns fiel dieses Thunder-(Donner)-Ding ein und es schien gut dazu zu klingen. AC/DC = Power. Das ist die Grundidee.“

## Musikvideo
Das Musikvideo wurde am 17. August 1990 in der Brixton Academy in London gedreht. Die auf den Gerüsten stehenden Statisten bekamen zum Dank T-Shirts mit der Aufschrift AC/DC – I was Thunderstruck, die sie auch im Video trugen.

## Aufführung
Thunderstruck ist einer von nur drei Songs nach dem Album Back in Black, der, ganz neues Material ausgenommen, regelmäßig live gespielt wird. Die anderen beiden sind For Those About to Rock (We Salute You) und Rock ’n’ Roll Train.

## Weiterverwendung
Der Song wurde oft gecovert und wird oft im Sportbereich als Begleitmusik verwendet. Ein Cover der Blizzard Brothers erreichte im Jahr 2002 Platz 90 der deutschen Charts. 2010 erschien auf Andorfine Records ein Cover von Crew 7. Auch für das Spiel Rock Band ist das Stück auf einem AC/DC Live: Rock Band Track Pack erhältlich.
2012 wurden die iranischen Atomanlagen mithilfe eines Computerwurms sabotiert, der nachts bei voller Lautstärke auf den angeschlossenen Bose-301-Boxen Thunderstruck abspielte.

## Kommerzieller Erfolg

### Chartplatzierungen
Das Stück erreichte die deutschen Charts auf Platz 21. In Großbritannien erreichte das Lied Platz 13. Im Oktober 2016 platzierte sich die Single an der Chartspitze der 1990er-Ausgabe in den deutschen Most-Wanted-Charts, was Thunderstruck zum meistvertriebenen Titel des Monats aus der Dekade machte.
| ChartsChartplatzierungen     | Höchstplatzierung | Wochen |
| ---------------------------- | ----------------- | ------ |
| Australien (ARIA)            | 4 (23 Wo.)        | 23     |
| Deutschland (GfK)            | 21 (32 Wo.)       | 32     |
| Österreich (Ö3)              | 65 (2 Wo.)        | 2      |
| Schweiz (IFPI)               | 16 (9 Wo.)        | 9      |
| Vereinigtes Königreich (OCC) | 13 (6 Wo.)        | 6      |

| ChartsJahrescharts (1990) | Platzierung |
| ------------------------- | ----------- |
| Australien (ARIA)         | 43          |

| ChartsJahrescharts (1991) | Platzierung |
| ------------------------- | ----------- |
| Deutschland (GfK)         | 49          |

### Auszeichnungen für Musikverkäufe
| Land/Region                  | Auszeichnungen für Musikverkäufe (Land/Region, Auszeichnung, Verkäufe) | Verkäufe   |
| ---------------------------- | ---------------------------------------------------------------------- | ---------- |
| Australien (ARIA)            | 10× Platin                                                             | 700.000    |
| Brasilien (PMB)              | Platin                                                                 | 60.000     |
| Dänemark (IFPI)              | 2× Platin                                                              | 180.000    |
| Deutschland (BVMI)           | 3× Gold                                                                | 900.000    |
| Italien (FIMI)               | 3× Platin                                                              | 300.000    |
| Kanada (MC)                  | Diamant · + Platin (Ringtone)                                          | 840.000    |
| Mexiko (AMPROFON)            | 7× Gold                                                                | 210.000    |
| Neuseeland (RMNZ)            | 6× Platin                                                              | 180.000    |
| Portugal (AFP)               | Platin                                                                 | 10.000     |
| Spanien (Promusicae)         | 3× Platin                                                              | 180.000    |
| Vereinigte Staaten (RIAA)    | Diamant · + Platin (Mastertone)                                        | 11.000.000 |
| Vereinigtes Königreich (BPI) | 3× Platin                                                              | 1.800.000  |
| Insgesamt                    | 2× Gold · 35× Platin · 2× Diamant ·                                    | 16.360.000 |

Hauptartikel: AC/DC/Auszeichnungen für Musikverkäufe